# タイド (鈴木光司の小説)
『タイド』は、鈴木光司が著した「リング」シリーズのミステリ・ホラー小説である。2013年9月5日にKADOKAWAから単行本が刊行され、さらに2016年3月25日に角川ホラー文庫が刊行された。
メディアミックスとして、本作品を原作とした実写映画が、2019年5月24日に池田エライザ主演で公開された。

## あらすじ
ループ界に戻った高山竜司（二見馨）は、柏田誠二の名で予備校教師として暮らしていた。教え子の由名理絵から幼馴染みの田島春菜についての相談を受けるが、その中で柏田は自分に向けられたと思われるメッセージを受け、その暗示に基づいて大島を訪れる。そこで柏田は、山村志津子の息子で「貞子の弟」にあたる山村哲生の存在を知る。
そんな中、自分に瓜二つの川口徹と出会った柏田は、突然意識が封じ込められてしまう。水を介してコミュニケーションが取れることに気づいた柏田と川口は、竜司がループ界に戻る際に二人に分かれてしまったことを知る。川口は柏田に代わって高山竜司の母・瑞穂について調査し、瑞穂と山村志津子が同一人物であることを突き止めた。
実は志津子は、幼馴染みの源治の力を借りて、死んだと見せかけて『高山瑞穂』として第二の人生を歩んでいたのだった。そしてそれは、竜司こそが貞子の弟『山村哲生』であることを意味していた。瑞穂に選ばれた哲生と、捨てられた貞子。貞子の怨念は、志津子と哲生（竜司）に向けられたものだった。
瑞穂に会おうと旅立つ川口と柏田。実は二人は最初から分かれてはおらず、二重人格になっているだけであった。瑞穂、そして貞子と再会する哲生。貞子は哲生に二つの要求をする。一つは瑞穂を自分に看取らせること。もう一つは人類の未来と引き換えに、最も嫌だと思う死に方をすること。それはかつて探偵の真庭と話したことがある、『少女連続誘拐殺人事件の犯人』として死刑執行されるというものだった。

## 登場人物
柏田誠二
主人公。二見馨（高山竜司）が現実世界から転生した人物。
川口徹
柏田と瓜二つの人物。
高山瑞穂
高山竜司の母。
山村志津子
貞子の母親。
源治
志津子の幼馴染。
山村哲生
志津子の息子。貞子の弟。
由名理絵
柏田が勤める予備校の生徒。大学を卒業し教師となったが、医者になるため医学部を目指している。
田島春菜
理絵の幼馴染み。長野県の井戸尻遺跡の考古館で不思議な能力を得る。
真庭孝行
探偵。
丸山真砂子
高野舞から生まれた山村貞子の化身。
丸山茜
真砂子の娘。母の死により安藤満男の施設に入る。
安藤満男
竜司のK大学医学部時代の友人。妻の実家の病院を継ぎ病院経営をしている。
山村貞子
全ての元凶。

## 書誌情報
- タイド（KADOKAWA）ISBN 978-4-04-110519-1 （2013年9月5日発売[1]）
- タイド（角川ホラー文庫）ISBN 978-4-04-103994-6（2016年3月25日発売[2]）

## 実写映画
『貞子』（さだこ）のタイトルで、中田秀夫監督により、2019年5月24日に映画化。主演は池田エライザ。
『タイド』が原作とクレジットされているが、登場人物が異なりYouTubeを題材としているなど、内容は原作とは異なるオリジナルストーリーとなっている。

### あらすじ
霊能者の祖父江初子は、誰にも知られずに生んだ娘を、自宅のクローゼットに監禁して10年近く育てていた。戸籍もなく、名前すらなく、「貞子の生まれ代わり」と呼ばれる初子の娘。ある日、室内に灯油を撒いて娘を焼き殺そうとした初子は、現れた貞子によって殺された。記憶喪失の状態で町をさまよう初子の娘。彼女は総合病院に収容され、カウンセラー・秋川茉優が担当となった。
秋川茉優の弟・和真は新米のYouTuberで、フォロワー数を稼ぐ為に、祖父江家の焼け跡に侵入した。不気味な映像を含む動画を残して失踪する和真。姉の茉優は病院で貞子を目撃し、ネットで貞子について調べた結果、故郷が伊豆大島である事を突き止めた。
和真の手掛かりを求めて大島に渡る茉優。貞子に縁のある海辺の社(やしろ)に赴いた茉優は、内部の空間で和真を発見した。だが、同時に初子の娘(実体化した魂)が奈落に落とされる光景も目撃し、咄嗟に救助する茉優。初子の娘は無事に魂の状態で病院に戻ったが、和真は貞子によって連れ去られ、消え失せてしまった。
ショック状態で総合病院に帰され、患者として入院する茉優。初子の娘は健康体を取り戻し、茉優に礼を言って退院して行った。しかし、恐怖に囚われた茉優は、貞子から逃げ切ることが出来なかった。

### キャスト
- 秋川茉優：池田エライザ
- 石田祐介：塚本高史[6]
- 秋川和真：清水尋也[6]
- 少女：姫嶋ひめか
- 藤井稔：桐山漣
- 山村志津子：南彩加[注 1]
- 山村貞子：南彩加（二役）
- 水溜りボンド
- 祖父江初子：ともさかりえ
- 倉橋雅美：佐藤仁美[7]
- キヨ（老婆）：吉村実子
- 坂井彩子（看護師）：おぞねせいこ
- 木田刑事：二階堂智
- 大塚刑事：真田麻垂美
- 大島の警官：諏訪太朗

### スタッフ
- 原作：鈴木光司「タイド」（角川ホラー文庫刊）
- 監督：中田秀夫
- 脚本：杉原憲明
- 音楽：海田庄吾
- 主題歌：女王蜂「聖戦」（Sony Music Associated Records）
- プロモーション使用楽曲：女王蜂「feels like “HEAVEN”」（Sony Music Associated Records）
- エグゼクティブプロデューサー：井上伸一郎
- 製作：堀内大示、岡田美穂、下田淳行、香川正二郎、蜂谷智
- 企画：水上繁雄
- プロデューサー：今安玲子、原公男
- ラインプロデューサー：及川義幸
- 撮影：今井孝博
- 照明：木村匡博
- 録音：室薗剛
- 美術：塚本周作
- 装飾：柳澤武
- 編集：青野直子
- VFXスーパーバイザー：立石勝
- 音響効果：大河原将
- スクリプター：吉田久美子
- 衣装：宮本まさ江
- ヘアメイク：外丸愛
- 助監督：佐伯竜一
- 制作担当：田辺正樹、保中良介
- 宣伝プロデューサー：森島奈津子
- 配給：KADOKAWA
- 制作プロダクション：角川大映スタジオ、ツインズジャパン
- 製作：「貞子」製作委員会（KADOKAWA、関西テレビ放送、ツインズジャパン、テレビ新広島、岡山放送）

### スピンオフ
貞子さんとさだこちゃん
ComicWalkerで配信の映画『貞子』のスピンオフWebコミック。脚本は杉原憲明、著者は津々巳あや。貞子視点のギャグコメディ。
2019年5月23日発売、ISBN 978-4-04-065703-5
終末の貞子さん
月刊コミックジーンで連載のスピンオフコミック。元は、著者がTwitter上でパロディとして描いた作品であるが、話題となって出版社で連載となり、映画の正式なスピンオフとして告知されている。連載当初は鈴木光司の原作クレジットはなく、また脚本の杉原憲明のクレジットもなかった。なので、当初の監修にはKADOKAWAとだけ記載されていたが、後に鈴木光司が監修として、KADOKAWAがキャラクター提供の表記に改められた。著者は夏見こま。文明が滅んでしまった世界で幼女と旅をする貞子のヒューマンストーリー。
2019年6月27日発売、ISBN 978-4-04-065782-0

### ノベライズ
どちらも映画のノベライズで、原作小説の文庫化ではない。また、映画本編と一部内容が異なる。
貞子
角川ホラー文庫より刊行。脚本は杉原憲明、著者は牧野修。
2019年4月24日発売、ISBN 978-4-04-107864-8
貞子 角川つばさ文庫版
角川つばさ文庫より刊行された児童向け小説。脚本は杉原憲明、著者は山室有紀子、イラストはあきづきりょう。
2019年5月15日発売、ISBN 978-4-04-631900-5

### Web動画
『【貞子】伊豆大島 里帰りの旅〜友だち100人できるかな〜』
2019年4月12日にYouTube・KADOKAWA映画チャンネルで配信されたWeb実写動画。貞子が伊豆大島に渡り島民と交流する。